# Itagüí
Itagüí – miasto w północno-zachodniej Kolumbii, w Kordylierze Zachodniej (Andy Północne), w zespole miejskim Medellín. W 2010 r. miasto liczyło ok. 226 tys. mieszkańców.
W mieście rozwinął się przemysł włókienniczy, skórzany oraz piwowarski.